# Marina di Pisa
Marina di Pisa is een plaats (frazione) in de Italiaanse gemeente Pisa.
De plaats is gelegen aan de Ligurische Zee, bij de monding van de Arno. Marina di Pisa ligt ten noorden van Tirrenia en ongeveer tien kilometer ten westen van de stad Pisa.
Marina di Pisa is hoofdzakelijk ontstaan in de late negentiende eeuw en werd in de jaren dertig van de twintigste eeuw verder ontwikkeld. Tussen 1922 en 1932 was de Duitse vliegtuigfabrikant Dornier er gevestigd.

## Geboren
- Bruno Pontecorvo (1913-1993), kernfysicus